# NGC 6102
NGC 6102 ist eine 14,4 mag helle Spiralgalaxie vom Hubble-Typ „Sc“ im Sternbild Nördliche Krone. Sie ist schätzungsweise 342 Millionen Lichtjahre von der Milchstraße entfernt und hat einen Durchmesser von etwa 120.000 Lj.
Das Objekt wurde am 24. Juni 1864 von Albert Marth entdeckt.